# Moskva (reka)
Moskva (rusko река Москва) je reka v zahodni Rusiji. Izvira približno 140 km zahodno od Moskve in teče približno proti vzhodu skozi Smolensko in Moskovsko oblast ter skozi središče Moskve. Približno 110 km jugovzhodno od glavnega mesta se pri kraju Kolomna izliva v Oko, ki je pritok Volge, ki se na koncu izliva v Kaspijsko jezero

## Zgodovina
Po zadnjih raziskavah je sedanja struga Moskve nastala pred približno 12 tisoč leti.
Porečje je bilo naseljeno že v kameni dobi, o čemer pričajo neolitska najdišča v Krutici, Kolomensko, Aljoškin, Ščukino, Serebrjani Bor, Troice-Ljikove. Spomenike iz bronaste dobe (Fatjanova kultura 2. tisočletja pred našim štetjem) so našli v središču Moskve, v Dorogomilovem, na Škrjančevem griču, v Andronikovem samostanu, v Davidkovu, Zjuzinu, Aljoškinu, Tušinu.
S prihodom železne dobe sredi 1. tisočletja pred našim štetjem in podnebne spremembe  v porečju, se je razširilo poljedelstvo in nastala so številna naselja. Tako imenovana kultura Djakovo je  obstajala od 7. do 6. stoletja pred našim štetjem. Ta predslovanska naselja in vasi so bila najdena v bližini vasi Djakovo (v Kolomenskem okrožju), na Škrjančevem griču, v Tušinu, Kuncevu, Filji, na bregovih Setuna, v Spodnjih kotlih.
Od 8. stoletja so na bregovih reke Moskve in drugih nastala slovanska naselja ljudstva Viatiči.
Reka Moskva je bila od antike pomembna prometna pot, vodne poti so jo povezovale z Novgorodom in Smolenskom, z Volgo in Donom.

## Etimologija
Mesto je poimenovano po reki. Povolški Finci, plemeni Merja in Muroma, ki sta prvotno naselili območje, so reko imenovali Mustajoki ('Črna reka'). Domneva se, da ime mesta izhaja iz tega izraza, čeprav obstaja več teorij. Za razlikovanje reke in mesta Rusi navadno reko imenujejo Moskva-reka namesto samo Moskva.

## Hidrologija
Reka je dolga 473 km (ali 502 km), površina njenega porečja pa je 17.600 km². Vertikalni padec je 155 m. Največja globina je 3 metre glede pred mestom Moskva in do 6 metrov za njim. Običajno zamrzne v novembru – decembru in se začne taliti okoli marca. V Moskvi reka občasno zmrzne; med nenavadno toplo zimo v obdobju 2006/07 se je led začel topiti 25. januarja. Absolutni vodostaj v centru Moskve je na 120 metrov nadmorske višine (dolgoročno povprečje poletnih višin po drugi svetovni vojni); zgodovinska najvišja višina 127,25 metra nmv je bila izmerjena ob poplavi leta 1908.

## Pritoki in izviri
Glavni pritoki Moskve od izvira do ustja so: 
- Levo: Gniluša, Rusa, Jausa, Neglinaja, Presnja, Istra, Nerskaja
- Desno: Šuša, Gorodnja, Setun, Kolomenka, Severka, Pačra

Viri vode so ocenjeni: 61 % od odtajevanja, 12 % od dežja in 27 % iz podzemlja. Od dokončanja Moskovskega prekopa (1932–1937) je reka Moskva prejemala določen delež vode iz Zgornje Volge. To je omogočilo zanesljivo komercialno ladijsko plovbo, ki so jo prej prekinjale poletne suše (starejši jezovi, zgrajeni v letih 1785, 1836 in 1878 niso bili učinkoviti). Povprečni pretok, vključno z vodami Volge, se giblje od 38 m³ / s v bližini Zvenigoroda do 250 m³ / s na vstopu v Oko. Hitrost toka, odvisno od letnega časa, se spreminja od 0,1 m / s (zima, jezovi so zaprti) do 1,5–2,0 m / s (maj, jezovi so oprti).

## Mesta
Moskva (Москва́), glavno mesto Rusije, leži ob njenih bregovih. Reka teče tudi skozi mesta Možajsk, Zvenigorod, Žukovski, Bronici, Voskresensk in - ob sotočju Moskve in Oke - Kolomno. Od leta 2007 se čez reko Moskvo in njene kanale znotraj meja Moskve pne 49 mostov; prvi kamniti most, Veliki kamniti most (Большой Каменный мост), je bil zgrajen leta 1692. V mestu je reka široka 120–200 metrov, najožja točka pa je pod Kremeljskim obzidjem. Pitna voda za mesto se zbira s petih postajah na reki Moskva in iz rezervoarjev Zgornje Volge (severno in severozahodno od mesta).

## Otoki
Prekopi, zgrajeni v mejah Moskve, so ustvarili številne otoke. Nekateri imajo imena v ruščini, nekateri nimajo nobenega. Glavni, stalni otoki (od zahoda do vzhoda) so:
- Serebrjani Bor, ločen od kopnega v 1930-ih.
- Tatarskaja Pojma, splošno znan kot Mnjovniki. Ločen od kopnega v 1930-ih.
- Bolotni Ostrov, leži tik nasproti Kremlja. Otok je nastal z gradnjo Vodoodvodnega kanala v 1780-ih, v ruščini pa nima uradnega imena. Moskovčani ga neuradno imenujejo Bolotni Ostrov (Blatni otok).
- En nenaseljen otok severno od Nagatina.
- Trije nenaseljeni otoki vzhodno od Nagatina, ki jih povezuje jez Pererva in sistem zapornic.

## Rekreacija
Obstaja flota rečnih križark, ki plujejo od privezov do hotela Ukraine in parka Gorki do samostana Novospaski in nazaj. Trajanje potovanja je od 1,5 do 3 ure.

## Plovnost
Reka Moskva je bila razvita za celinsko plovbo. Med drugim je od leta 1937 potekala 126 km dolga povezava s prekopom severno do Volge (Moskovski prekop). V Moskvi je več pristanišč. Poleg tega po reki vozijo številni izletniški čolni in druga plovila.